# Синицкий, Иван Григорьевич
Иван Григорьевич Синицкий — советский хозяйственный, государственный и политический деятель.

## Биография
Родился в 1946 году в Минской области Белорусской ССР. Член КПСС.
С 1961 года — на хозяйственной, общественной и политической работе. В 1961—2006 гг. — рабочиqqq в совхозе «Загальский» Любанского района Минской области Белорусской ССР, в рядах Советской Армии, звеньевой механизированного звена по возделыванию картофеля совхоза «Загальский» Любанского района Минской области.
Указами Президиума Верховного Совета СССР от 14 февраля 1975 года и от 25 декабря 1976 года награждён орденами Трудовой Славы 3-й и 2-й степеней.
За освоение и внедрение прогрессивных технологий, обеспечение устойчивого роста производства картофеля, сахарной свёклы, технических и других с/х культур был в составе коллектива удостоен Государственной премии СССР за выдающиеся достижения в труде 1982 года
Указом Президиума Верховного Совета СССР от 7 января 1983 года награждён орденом Трудовой Славы 1-й степени.
Избирался депутатом Верховного Совета СССР 11-го созыва.
Живёт в деревне Живунь Любанского района Минской области.